# Alsjärv
Het Alsjärv is een meer in Zweden, in de gemeente Överkalix. Aan de zuidpunt van het meer stroomt bij het dorp Alsån de rivier met dezelfde naam Alsån het meer uit.